# Luigi Rabatà
Luigi Rabatà (Erice, 1443 – Randazzo, 8 maggio 1490) è stato un presbitero italiano dell'Ordine della Beata Vergine del Monte Carmelo. Fu beatificato, per equipollenza, da papa Gregorio XVI nel 1841.

## Biografia
Le uniche notizie sulla sua vita sono desunte dagli atti dei processi canonici celebrati a Randazzo nel 1533 e nel 1573 e sono relative solo agli anni della maturità di Luigi Rabatà.
Nacque probabilmente a Erice nel 1443 dalla nobile famiglia Rabatà e abbracciò la vita religiosa tra i carmelitani del convento dell'Annunziata a Trapani, dove fu ordinato sacerdote.
Fu inviato come superiore nel convento riformato di Randazzo e vi restò fino alla morte, avvenuta verosimilmente l'8 maggio 1490.
Secondo la tradizione, morì a causa di una ferita alla fronte infertagli da Antonio Catalucci, ma il movente del ferimento rimase ignoto e il carmelitano non è considerato martire: è comunque raffigurato con la palma del martirio e una freccia conficcata in fronte.

## Culto
Il suo corpo, tumulato a Randazzo, divenne subito oggetto di venerazione e la sua tomba meta di pellegrinaggi.
Il suo culto fu confermato da papa Gregorio XVI il 10 dicembre 1841.
Il suo elogio si legge nel Martirologio romano all'8 maggio.